# Seňa
Seňa (Hongaars: Abaújszina) is een Slowaakse gemeente in de regio Košice, en maakt deel uit van het district Košice-okolie.
Seňa telt 2.129 inwoners waarvan circa 10% behoort tot de Hongaarse minderheid in Slowakije. In 1910 was nog 90% van de inwoner Hongaar en vormden de Slowaken een minderheid. Ten zuiden van het dorp ligt de grensovergang naar Hongarije.
Tussen 1947 en 1949 werd de Hongaarstalige bevolking van het toenmalige Abaújszina gedwongen te verhuizen in het kader van de Tsjechoslowaaks-Hongaarse bevolkingsruil. In 1941 bestond de bevolking uit 1.584 Hongaren en 54 Slowaken, in 1970 waren en 1698 Slowaken en nog 242 overgebleven Hongaren.